# Кашат
Кашат (кирг. Кашат) — село в Иссык-Кульском районе Иссык-Кульской области Кыргызстана. Входит в состав Темировского аильного округа. Код СОАТЕ — 41702 215 840 02 0.

## Население
По данным переписи 2009 года, в селе проживало 22974 человека.